# Joseph-François de Montesquiou
Joseph-François de Montesquiou est un capitaine français. Il vivait au XVIe siècle.
Il devint sénéchal du Béarn, guidon des gendarmes du roi, et il commandait les gardes suisses du duc d’Anjou (depuis Henri III) lorsque eut lieu la bataille de Jarnac entre les catholiques et les protestants (1569). Pendant la mêlée, le prince de Condé, Louis Ier de Bourbon, ayant été renversé sous son cheval au milieu d’un groupe d’ennemis et se trouvant hors d’état de se défendre, se rendit à un gentilhomme catholique, nommé Eibar Tisson, qui lui promit la vie sauve : C’est alors que Montesquiou, s’élançant vers le prince désarmé, cria : « Tuez, mordieu, tuez ! » et assassina Condé en lui cassant la tête d’un coup de pistolet; 
Aggrippa d'Aubigné formule à son encontre les vers suivants dans Les Tragiques : "Ce traitre Montesquiou, moins soldat qu'assassin." 
Joseph-François est le dernier baron de la branche aînée des Montesquiou. A sa mort, sa soeur Anne de Montesquiou hérite de ses titres et épouse son cousin de la branche de Monluc, faisant passer la forteresse de Montesquiou à son petit-fils, Adrien de Monluc-Montesquiou. 